# Paradoxostoma pequegnati
Paradoxostoma pequegnati är en kräftdjursart som beskrevs av McKenzie 1971. Paradoxostoma pequegnati ingår i släktet Paradoxostoma och familjen Paradoxostomatidae. Inga underarter finns listade i Catalogue of Life.